# American Soccer League 1924-1925
Il Campionato dell'American Soccer League 1924-25 fu il quarto campionato della lega e il 25º di prima divisione statunitense di calcio.

## Squadre
Nel 1924 il calcio negli Stati Uniti D'America è in forte espansione: "(...) Il calcio sta facendo grandi progressi e in un futuro non troppo lontano si collocherà seconda solo al baseball come sport professionistico più seguito (...).". La lega si espanse accogliendo nuove squadre: i Boston Soccer Club (conosciuta in seguito, anche con il soprannome di Wonder Workers), i New Bedford Whalers (già pluricampioni nella Southern New England Soccer League), i Providence F.C. (conosciuti anche come Providence Clamdiggers) e i Philadelphia Fleisher Yarn (fondata dall'industria SB & BW Fleisher Manufacturing Company).
La nuova società Indiana Flooring rileva la franchigia dei New York S.C. mantenendo la sede cittadina.
| Stato         | Squadra                    | Città/Area        |
| ------------- | -------------------------- | ----------------- |
| Massachusetts | Boston S.C.                | Boston            |
| Massachusetts | N. Bedford Whalers         | New Bedford       |
| Massachusetts | Fall River                 | Fall River        |
| New York      | Brooklyn Wanderers         | Brooklyn-New York |
| New York      | N.Y. Giants                | New York          |
| New York      | N.Y. Indiana Flooring      | New York          |
| Rhode Island  | Providence F.C.            | Providence        |
| Rhode Island  | J&P Coats                  | Pawtucket         |
| New Jersey    | Newark Skeeters            | Newark            |
| Pennsylvania  | Bethlehem Steel            | Bethlehem         |
| Pennsylvania  | Philadelphia F.C.          | Philadelphia      |
| Pennsylvania  | Philadelphia Fleisher Yarn | Philadelphia      |

## Campionato

### Classifica finale
|    | Squadra                    | G  | V  | N  | P  | GF  | GS  | Pt |
| -- | -------------------------- | -- | -- | -- | -- | --- | --- | -- |
| 1  | Fall River                 | 44 | 27 | 12 | 5  | 113 | 38  | 66 |
| 2  | Bethlehem Steel            | 44 | 29 | 5  | 10 | 127 | 53  | 63 |
| 3  | Brooklyn Wanderers         | 44 | 22 | 8  | 14 | 68  | 56  | 52 |
| 4  | Boston S.C.                | 41 | 22 | 7  | 12 | 75  | 53  | 51 |
| 5  | N. Bedford Whalers         | 41 | 21 | 7  | 13 | 69  | 55  | 49 |
| 6  | Providence F.C.            | 42 | 18 | 11 | 13 | 85  | 59  | 47 |
| 7  | J&P Coats                  | 42 | 19 | 5  | 18 | 89  | 76  | 43 |
| 8  | N.Y. Giants                | 43 | 16 | 6  | 21 | 78  | 84  | 38 |
| 9  | N.Y. Indiana Flooring      | 43 | 16 | 6  | 21 | 68  | 69  | 38 |
| 10 | Philadelphia Fleisher Yarn | 39 | 11 | 6  | 22 | 68  | 114 | 28 |
| 11 | Newark Skeeters            | 39 | 8  | 3  | 28 | 39  | 104 | 19 |
| 12 | Philadelphia F.C.          | 42 | 2  | 6  | 34 | 27  | 146 | 8  |

#### Verdetti
Fall River Campione degli Stati Uniti 1924-1925